# Club Atlético San Fernando (Tucumán)
El Club Atlético San Fernando es un club deportivo argentino fundado el 15 de agosto de 1959 en la ciudad de Leales, Tucumán. El club tiene como actividad principal al fútbol. Esta afiliado a la Liga Tucumana de Fútbol.

## Historia

### Fundación y primeros pasos
Los orígenes del club se remontan al Ingenio San Fernando de Leales, en ese lugar los trabajadores decidieron fundar un club, es así que el 15 de agosto de 1959 nace el Club Atlético San Fernando. San Fernando fue el último club en unirse a la Asociación Cultural de Football.

### Liga Tucumana
En 1977 empezó a militar en el ascenso de la Liga Tucumana, en dónde se consagró campeón de la segunda categoría en 1986, lo que le permitió acceder a la primera división. En su historia tuvo ascensos y descensos de categoría, pero su momento más importante fue cuando en 2005 se consagró campeón de la Liga Tucumana y obtuvo la oportunidad de jugar el Torneo del Interior 2006, donde perdió  la final por el ascenso al Argentino B ante Sportivo 9 de Julio y debió jugar la promoción con Juventud Alianza, ganando el primer partido 1 a 0 y perdiendo el segundo por el mismo resultado, lo que marcó la permanencia de categoría del club sanjuanino, debido a la ventaja deportiva. San Fernando estuvo presente en el Torneo del Interior 2008 y en el Torneo del Interior 2010 donde fue derrotado por San Jorge en octavos de final.

## Clásico
Su clásico rival es Bella Vista, con quién disputa el clásico de Leales.

## Estadio
Su estadio de se ubica en La Encantada Leales, Leales.

## Colores
Su camiseta es la camiseta verde con detalles blancos.

## Palmarés
| Torneos locales oficiales | Torneos locales oficiales |
| Competición               | Títulos                   |
| ------------------------- | ------------------------- |
| Liga Tucumana             | 2005.                     |